# Rolf Böger

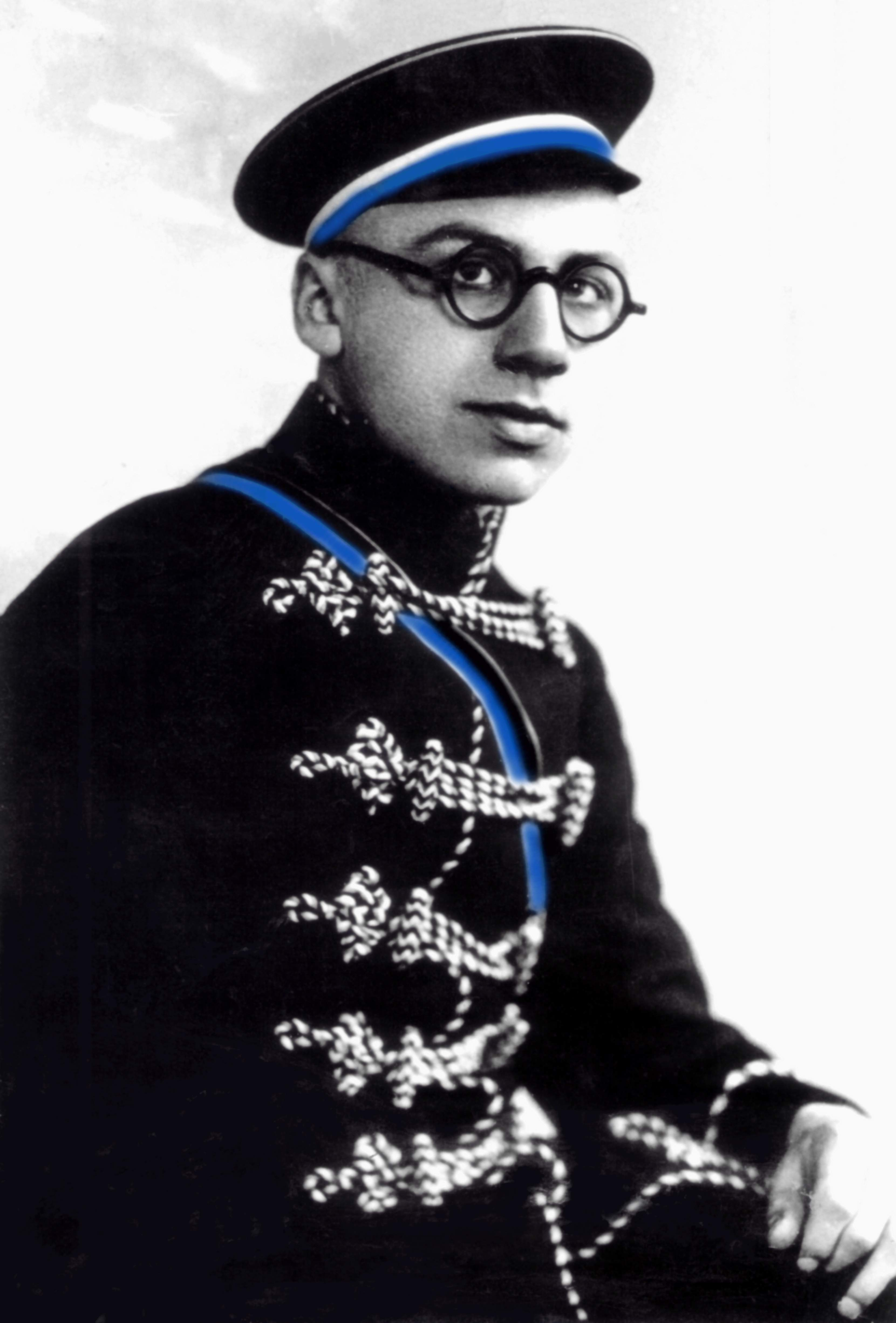
Porträt als Corpsfuchs der Suevia München (1928)

Rolf Böger (* 9. August 1908 in Strasburg, Westpreußen; † 17. Januar 1995 in Detmold) war ein deutscher Wirtschaftsjurist und Bundestagsabgeordneter in Lippe.

## Leben
Als Sohn eines Amtsrichters besuchte Böger das humanistische Gymnasium in Wiesbaden. Nach dem Abitur in Frankfurt am Main studierte er Rechtswissenschaft an der Ludwig-Maximilians-Universität München und der Universität Innsbruck. Er wurde Mitglied des Corps Suevia München (1928) und des Corps Gothia Innsbruck (1929). Das Studium schloss er an der Johann Wolfgang Goethe-Universität Frankfurt am Main ab, wo er auch den größten Teil des Vorbereitungsdienstes ableistete. Die Assessorprüfung legte er 1934 in Berlin ab. Dort trat er als Justitiar in die Direktion eines bedeutenden Reiseunternehmens. Von der Friedrich-Alexander-Universität Erlangen wurde er zum Dr. iur. promoviert. Zum 1. April 1933 trat er in die NSDAP ein (Mitgliedsnummer 1.810.962). Für den Überfall auf Polen zum Heer einberufen, wurde er 1940 vom Reichsverkehrsministerium zum Vorsitzenden des Verwaltungsrates einer Reiseverkehrs-AG in Prag ernannt. Anschließend übernahm er die Aufgaben des Präsidenten des Zentralverbands des Verkehrs für das Protektorat Böhmen und Mähren. In der Nachkriegszeit in Deutschland beteiligte er sich am Aufbau des Deutschen Reisebüros, dessen Direktion vorübergehend in Detmold saß. 1947 trat er in die Dienste der lippischen Industrie- und Handelskammer zu Detmold, die ihn 1955 zum Hauptgeschäftsführer berief. Er bekleidete diese Position 27 Jahre lang bis 1982 und blieb somit weit über die übliche Pensionsgrenze hinaus.
Er war seit 1953 Mitglied der FDP und saß viele Jahre im Rat der Stadt Detmold. In der Landschaftsversammlung Westfalen-Lippe war er Vorsitzender der FDP-Fraktion. Über die Landesliste Nordrhein-Westfalens kam er am 25. Januar 1973 als Nachrücker von Rudolf Augstein in den 7. Deutschen Bundestag.
Er widmete sich der Landesgeschichte Lippes und war Vorsitzender vom Förderverein des Landestheaters Detmold.

## Werke
- Die Geschichte der lippischen Wirtschaft, in: Erich Kittel (Hrsg.): Heimatchronik des Kreises Lippe. Köln 1972.
- mit Erich Kittel: Heimatchronik des Kreises Lippe. In: Reihe Heimatchroniken der Städte und Kreise des Bundesgebietes, Bd. 44, Archiv für Deutsche Heimatpflege, Köln 1978

## Ehrungen
- Verdienstorden der Bundesrepublik Deutschland, Bundesverdienstkreuz 1. Klasse (1969)
- Großes Bundesverdienstkreuz (1979)[2]